# Roy Kinnear
Roy Mitchell Kinnear, född 8 januari 1934 i Wigan, Greater Manchester, död 20 september 1988 i Madrid, Spanien, var en brittisk skådespelare. Hans mest kända roll är förmodligen som Henry Salt i Willy Wonka och chokladfabriken från 1971. Han var far till skådespelaren Rory Kinnear.
Roy Kinnear dog 54 år gammal av en hjärtinfarkt efter att ha fallit av en häst vid en filminspelning i Madrid i Spanien.

## Filmografi i urval
- 1965 – Kullen
- 1965 – Hjälp!
- 1966 – En kul grej hände på väg till Forum
- 1967 – Hur jag vann kriget
- 1970 – Blodsmak
- 1970 – En vacker dag kan man se hur långt som helst
- 1970 – En spökhistoria
- 1971 – Melody
- 1971 – Willy Wonka och chokladfabriken
- 1972 – Alice i Underlandet
- 1973 – De tre musketörerna
- 1974 – Juggernaut
- 1974 – De fyra musketörerna
- 1975 – Sherlock Holmes' smarta brorsa
- 1977 – Glöm inte kamelerna
- 1977 – Herbie i Monte Carlo
- 1978 – Den långa flykten
- 1980 – Svärdet
- 1982 – Hammett
- 1986 – Pirater